# Heckler & Koch XM8
Heckler & Koch XM8 je laka jurišna puška koju je razvila njemačka tvrtka razvijena Heckler & Koch u suradnji sa SAD-om. Temeljena je na osnovnom streljačkom tijelu nazvanom "kinetic energy weapon" projekta XM29 OICW (Objective Individual Combat Weapon).  Njezino uvođenje u službenu uporabu označilo bi napuštanje klasičnih i tada uobičajenih puščanih kalibara "normalnih" balističkih odlika u korist streljiva manjih kalibara s lakim rezantnim zrnima.
Iako je pretendirala i bila zamišljena kao nova standardna puška američke vojske, projekt je stavljen na čekanje u travnju 2005., a zatim je službeno otkazan 31. listopada 2005.

### Unutarnje poveznice
- M4 (karabin)
- FN SCAR

### Zajednički poslužitelj
|  | Zajednički poslužitelj ima stranicu o temi XM8    |
|  | Zajednički poslužitelj ima još gradiva o temi XM8 |